# Jacques Gazeau
Jacques Gazeau, mort le 5 mai 1548, est un imprimeur et libraire parisien de la Renaissance.

## Biographie
Jacques Gazeau est actif comme éditeur de 1542 à 1548, avec 61 éditions connues. D'abord installé rue Saint-Jacques, à l'enseigne Saint-Jacques, il déménage en 1542 rue Saint-Jean-de-Latran, à l'enseigne du Saint-Christophe ou à l'enseigne de l'Envie. Il semble proche des lecteurs du collège royal, notamment Jacques Dubois dont il publie les textes.[réf. nécessaire]
Il est le frère du libraire lyonnais Guillaume Gazeau et le gendre (ou beau-frère) de l'imprimeur parisien Jean Barbé. 
Il meurt à Paris le 5 mai 1548.